# Nils Rudolph
Nils Rudolph (Rostock, Alemania, 18 de agosto de 1965) es un nadador retirado especializado en pruebas de estilo libre y estilo mariposa. Fue campeón de Europa en el año 1991 en la prueba de 50 metros libres y subcampeón en 100 metros libres.
Representó a Alemania durante los Juegos Olímpicos de Barcelona 1992 en las pruebas de 50 y 100 metros libres.

## Palmarés internacional
| Campeonato Mundial de Natación | Campeonato Mundial de Natación | Campeonato Mundial de Natación | Campeonato Mundial de Natación |
| Año                            | Lugar                          | Medalla                        | Prueba                         |
| ------------------------------ | ------------------------------ | ------------------------------ | ------------------------------ |
| 1991                           | Perth ( Australia)             | Medalla de plata               | 4x100 m libres                 |
| Campeonato Europeo de Natación |                                |                                |                                |
| Año                            | Lugar                          | Medalla                        | Prueba                         |
| 1989                           | Bonn ( Alemania Occidental)    | Medalla de bronce              | 50 m libres                    |
| 1991                           | Atenas ( Grecia)               | Medalla de oro                 | 50 m libres                    |
| 1991                           | Atenas ( Grecia)               | Medalla de plata               | 100 m libres                   |
| 1991                           | Atenas ( Grecia)               | Medalla de plata               | 4x100 m libres                 |
| 1991                           | Atenas ( Grecia)               | Medalla de bronce              | 100 m mariposa                 |